# Чиказька дровітня-3
Чиказька дровітня-3 (англ. Chicago Pile-3, CP-3) — перший у світі важководний реактор. Один із перших дослідницьких реакторів, побудований у 1943 році поблизу Палос-Гіллз, штат Іллінойс, на місці колишньої Аргонської національної лабораторії. Приєднавшись до CP-1/CP-2, вперше став критичним 15 травня 1944 року та спочатку використовувався в експериментальній фізичній роботі Металургійної лабораторії для Манхеттенського проекту. Після завершення науково-дослідного періоду його було деактивовано в 1954 році.
CP-3 спочатку заправлявся природним ураном і використовував важку воду як сповільнювач нейтронів. У січні 1950 року реактор було демонтовано через підозру на корозію алюмінієвої оболонки, що оточувала стрижні керування. Реактор був перебудований і отримав нову назву CP-3′ (CP-3 Prime). Був відновлений у травні 1950 року і діяв до 1954 року. Реактор отримав дозвіл на роботу до 300 кіловат. Дві версії реактора використовувалися для вивчення фізики, розділення продуктів поділу, відновлення тритію з опроміненого літію та вивчення метаболізму радіонуклідів у лабораторних тварин.
Після виведення реактора з експлуатації паливо та важку воду відправили до Національної лабораторії Оук-Рідж. Труби, клапани та будівельне сміття помістили в захисну оболонку реактора, які потім залили 800 тоннами бетону. Оболонка була закопана на місці в 12 метрову ями.
Ділянка, тепер відома як ділянка A/ділянка M, розташована в лісі Red Gate Woods, що є частиною системи лісового заповідника округу Кук. Історичний знак вшановує місце розташування CP-3 і його братського реактора CP-1/CP-2.

## Дивись також
- Чиказька дровітня-1
- Експериментальний реактор-розмножувач I (Чиказька дровітня-4)
- Чиказька дровітня-5